# (539) Pamina
(539) Pamina – planetoida z pasa głównego asteroid okrążająca Słońce w ciągu 4 lat i 197 dni w średniej odległości 2,74 j.a. Została odkryta 2 sierpnia 1904 roku w Landessternwarte Heidelberg-Königstuhl w Heidelbergu przez Maxa Wolfa. Nazwa planetoidy pochodzi od Paminy, bohaterki opery Czarodziejski flet Wolfganga Amadeusa Mozarta. Przed nadaniem nazwy planetoida nosiła oznaczenie tymczasowe (539) 1904 OL.